# 林輝幸
林 輝幸（はやし てるゆき、1997年〈平成9年〉7月2日 - ）は、日本のクイズプレイヤー、タレント。ウェブサイト「QuizKnock」のライターを2年間務めていた。現在はクイズ制作集団・Q星群の代表。愛称は東大王出演時の誤答（後述）にちなみ、MCのヒロミに命名された「ジャスコ」「ジャスコ林」。ワタナベエンターテインメント所属。

## 経歴
富山県滑川市出身。片山学園中学校・高等学校を卒業後、東京大学に進学し、2021年3月に東京大学文学部を卒業。在学中は東京大学クイズ研究会（TQC）とQuizKnockに所属していた。
2019年3月をもって伊沢拓司がTBSのクイズ番組『東大王』の東大王チームを卒業したことにより、同年4月3日の放送で東大王チームの正規メンバー候補として初出演し、同年7月31日の放送にて当時のサブメンバー3人の中から東大王チームの正規メンバーに選出された。2020年1月1日には自身のtwitterにて同日付でワタナベエンターテインメントに所属したことを発表。大学卒業後はタレント本線で活動し、QuizKnockとは別にクイズのイベント事業を立ち上げること、QuizKnockには今後も参加することを発表した。
2021年3月に『東大王』を卒業し、卒業後にイベント事業の立ち上げを予定していると公表。同年7月3日にはQuizKnockの動画内で近日中の卒業を告知し、クイズを普及するための活動を実施すると発表した。7月17日にクイズ制作集団・Q星群の代表に就任したことを発表。同日を以ってQuizKnockを卒業した。

## 人物
小学3・4年生の頃には『IQサプリ』を視聴しており、小学5年生の頃に初めて『高校生クイズ』を視聴しクイズに興味を持つ。中3の頃にクイズ研究会を作りたいと思いはじめ、高1の頃にクイズ研究会を設立した。また、クイズアプリ「みんなで早押しクイズ」で、全ユーザーの中で1位になった経験がある。
中学時代はテニス部に所属しており、駅伝の大会に出場したこともある。
「ジャスコ」という愛称の由来は、初出演であった2019年4月3日の『東大王』の第1問目「1962年頃に流行した、腰をくねらせて踊るダンスの名前はカタカナ四文字で何？」(正解はツイスト)というような問題に対し、「ジャスコ」と誤答したためである。
特技は年号を暗記することで、『東大王』初登場時にMC陣が指定した年の出来事を即興で返答するということを披露した。これらのことから、『東大王』出演時は「東大文学部の叡智」の肩書きを持っていた。QuizKnock在籍時代も「数字クイズ王」などの異名がついていた。
コロナ禍の自粛期間中に新しい趣味を見付けようと麻雀に触れ始め、2024年1月には最高位戦日本プロ麻雀協会第49期前期プロテストを受験し「条件付き合格」したこと、研修生としてプロ雀士を目指すことを自身のXで公表した。

## 出演

### テレビ

#### 現在の出演
- 林先生の初耳学（MBS、2020年3月8日 - 、不定期）
- あさドレ♪（中京テレビ、2024年10月7日 - 、隔週金曜・あさドレ♪QUIZステーション担当）

#### その他の出演
- 東大王（TBS、2019年4月 - 2021年3月）
- プレバト!!（MBS、2020年1月3日[15]、9月24日[16]）- 東大王として出演
- 櫻井・有吉 THE夜会（TBS、2020年3月12日）[17] - 東大王として出演
- 中居正広の金曜日のスマイルたちへ（TBS、2020年3月13日）[18] - 東大王として出演
- 街頭TV 出没！ひな壇団（中国放送、2020年4月18日）[19]
- STAYHOME 自習のススメ（中京テレビ、2020年5月19日、5月25日、5月28日）[20]
- 踊る!さんま御殿!!（日本テレビ、2020年6月16日）[21]
- 今田耕司★ヒットの世界 東大生が通販してみた!（テレビ朝日、2020年8月8日[22]、2021年3月6日[23]）
- オトラクション（TBS、2020年8月29日）[24] - 東大王として出演
- 裸の少年（テレビ朝日、2020年9月5日）[25]
- 夜バゲット（日本テレビ、2020年11月6日[26]）- QuizKnockとして出演
- 水曜日のダウンタウン（TBS、2021年3月17日）[27] - 東大王として出演
- ワンエフ（北日本放送、2021年4月2日）[28]
- 堀潤モーニングFLAG（TOKYO MX、2021年4月12日[29]）
- クイズプレゼンバラエティー Qさま!!（テレビ朝日、2021年5月17日[30]、7月12日[31]、9月6日[32]、11月8日[33]、12月20日[34]、2022年2月14日[35]）
- カバン持ちさせてください！（TBS、2021年6月19日）[36]
- 今夜はナゾトレ（フジテレビ、2021年6月29日[37]、2021年7月27日[38]）
- 潜在能力テスト（フジテレビ、2021年7月20日[39]、8月10日[40]、10月19日[41]、12月7日[42]）
- 有吉のまさかズレてませんよね!?（フジテレビ、2021年10月4日）[43]
- 林修の今でしょ!講座 特別編 東大生ランキング（テレビ朝日、2021年10月26日）[44]
- 有田P おもてなす（NHK総合、2021年11月13日）[45]
- ネプリーグ（フジテレビ、2021年11月22日[46]、2022年3月7日[47]、2022年6月6日[48]、2022年11月21日[49]）
- ラヴィット!（TBS、2022年4月12日）[50]
- ユニコーンに乗って 第3話（TBS、2022年7月19日） - 慶成大学クイズ研究会「クイズマップ」のリーダー 伊能 役[51]

### ラジオ
- Z会プレゼンツ レコメン!合格の3年Z組スペシャル（文化放送、2021年3月22日）[52]
- オッケイのKはダイハツの軽　富山ダイハツ「林輝幸のオッケイQ」（FMとやま、2021年10月1日 - 2024年12月27日）[53]

### インターネット番組
- 日向坂になりましょう（Lemino、2024年1月17日）[54]

## CM・広告
- 育英センター・冬季講習
  - 「君も冬大王」（2019年 - 2020年）[55]
- 資生堂・uno（ウーノ）
  - 「uno×smart」（2020年4月）[56]

## 書籍
単著
- 林輝幸『一生役立つ独学戦略』三笠書房、2022年8月4日。ISBN 978-4-8379-2844-7。

Q星群著
- Q星群『楽しみながら脳を鍛える! 謎解き100連発』学研プラス、2022年7月28日。ISBN 978-4-05-801871-2。